# ألان كولينز
ألان كولينز (بالإنجليزية: Allan Collins)‏ (24 يناير 1918 في المملكة المتحدة - 1 يناير 2002) هو لاعب كرة قدم بريطاني (وحمل سابقاً جنسية المملكة المتحدة لبريطانيا العظمى وأيرلندا) في مركز الهجوم. لعب مع ريث روفرز ونادي كيلمارنوك ونادي ستنهاوسموير.

## وصلات خارجية
- ألان كولينز على موقع قاعدة بيانات كرة القدم.إي يو (الإنجليزية)